# Casa de la Providencia (La Serena)
La capilla, casa y claustro de la Divina Providencia, son un conjunto arquitectónico que forman parte de un monumento nacional en la ciudad de La Serena en Chile, los cuales se encuentran a cargo de la provincia chilena de la Congregación de Hermanas de la Providencia, fundada en 1843 por Émilie Gamelin, en Montréal, Canadá.  

## Historia
Las hermanas se habían instalado en Santiago para 1857, por labor de la Madre Bernarda Morín, quien fundaría el convento y casa de huérfanos de La Serena en 1872.
La construcción del edificio actual inicia en 1887, proyecto del arquitecto alemán Guillermo Schwember,  El proyecto logró financiamiento gracias a numerosos aportes de privados, en particular los de Juana Ross de Edwards, y del propio Estado chileno. La construcción finaliza en 1892, mientras que el resto de la obra, que comprende talleres y un cité de renta, son finalizados en 1895.
En 2015, las dependencias del colegio que forma parte del conjunto fueron traspasadas de la congregación a la Fundación Educacional Colegio Providencia de La Serena.

## Características
La construcción de estilo neoclásico, de dos pisos en ladrillo y adobe, con corredores perimetrales de madera. El patio de ingreso en forma de U, comunica con un zaguán que comunica a la parte central del patio principal. La capilla se ubica al costado norte de ambos patios, distinguiéndose por sus finas terminaciones. La fachada de ésta se compone por un cuerpo inferior de cuatro columnas que enmarcan el acceso, y otro superior, de un arreglo de columnas, pilastras y nichos de frontón curvo, coronados por una entablamiento y frontón triangular.
Sus cimientos y sobrecimientos son de mampostería estucada, y su estructura de muros, de 1,15 metros de ancho, 3 están conformados por una doble tabiquería de pino oregón y adobe. La armadura de la techumbre es de pino oregón.

## Imágenes

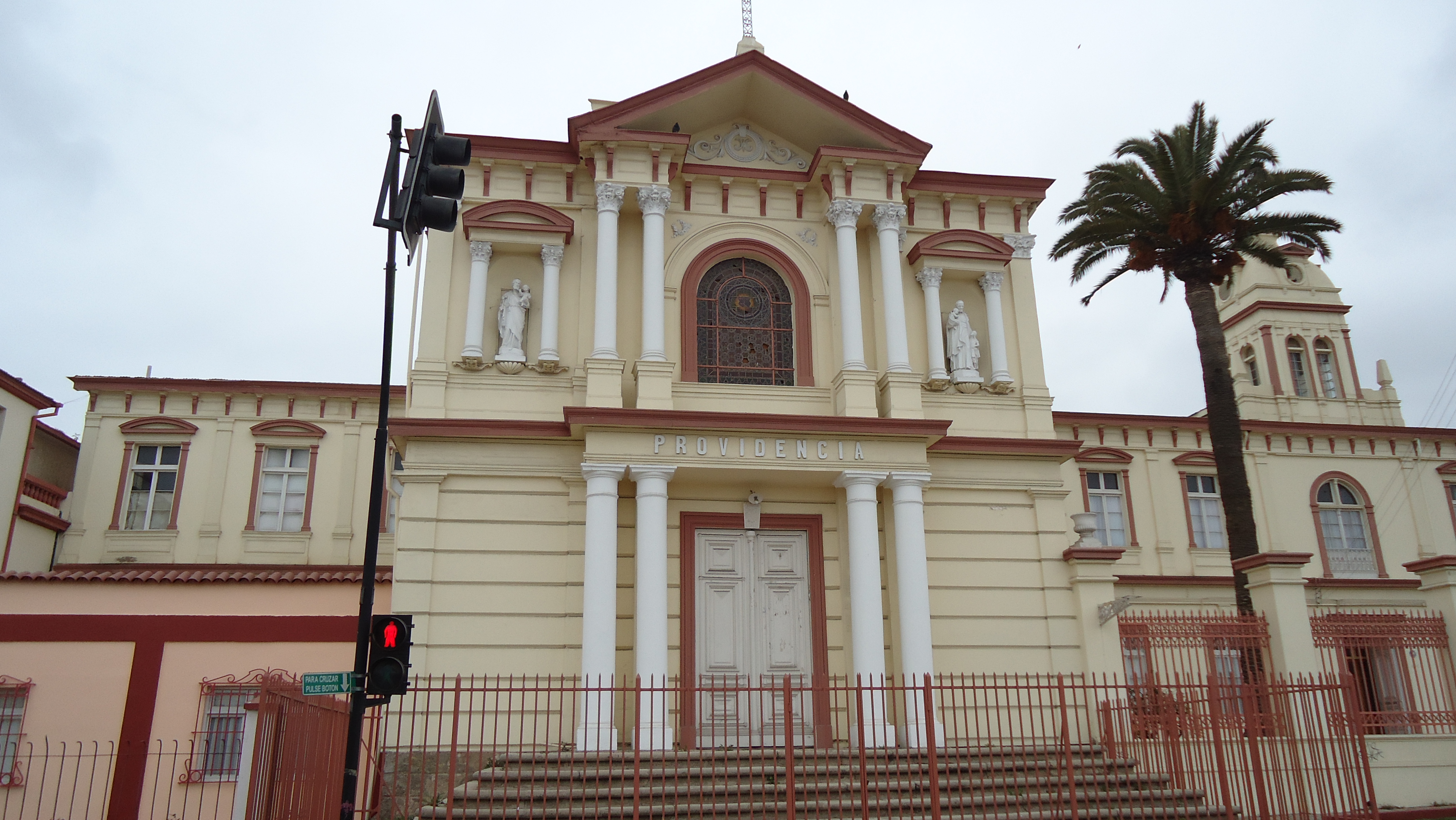
Fachada
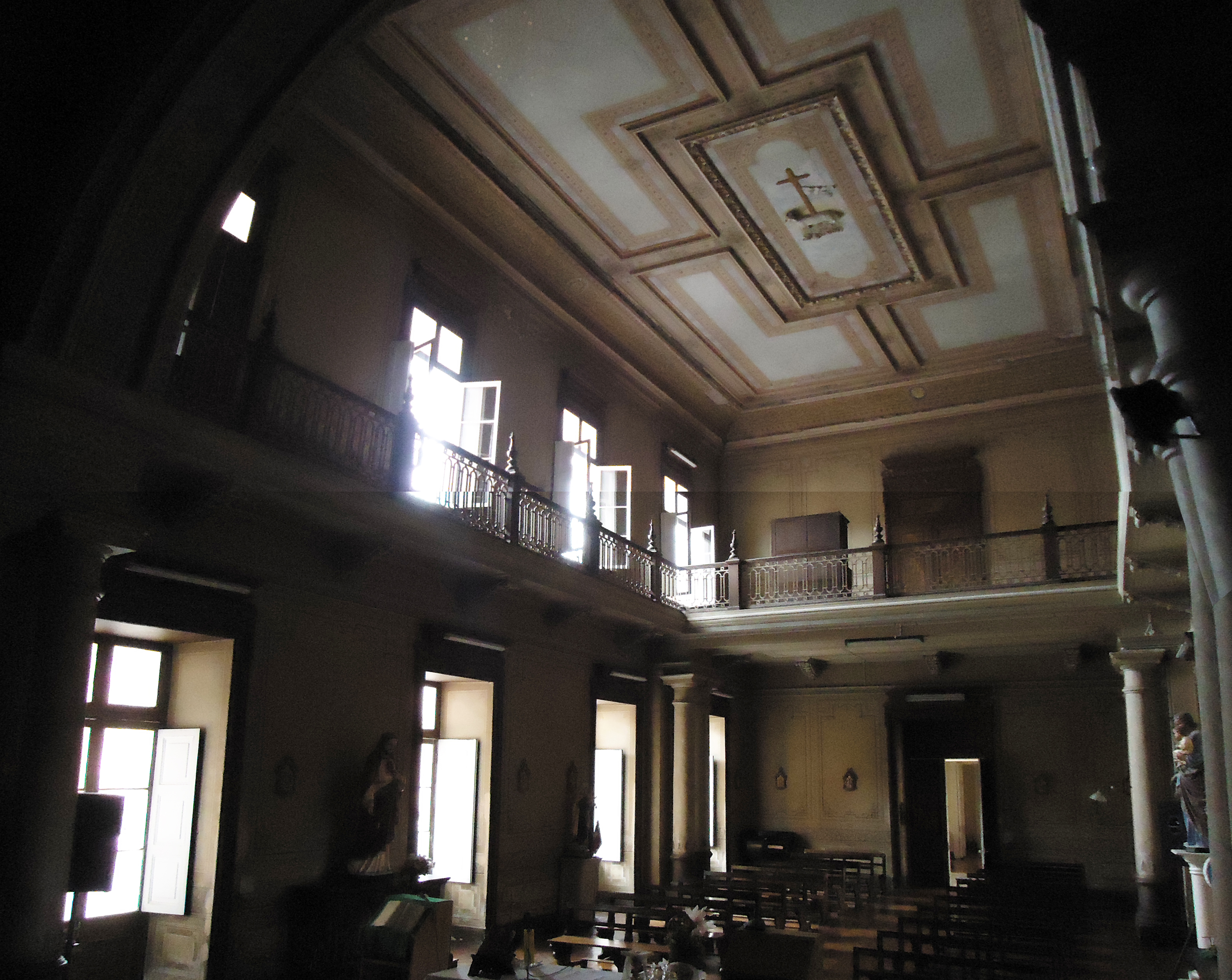
Interior
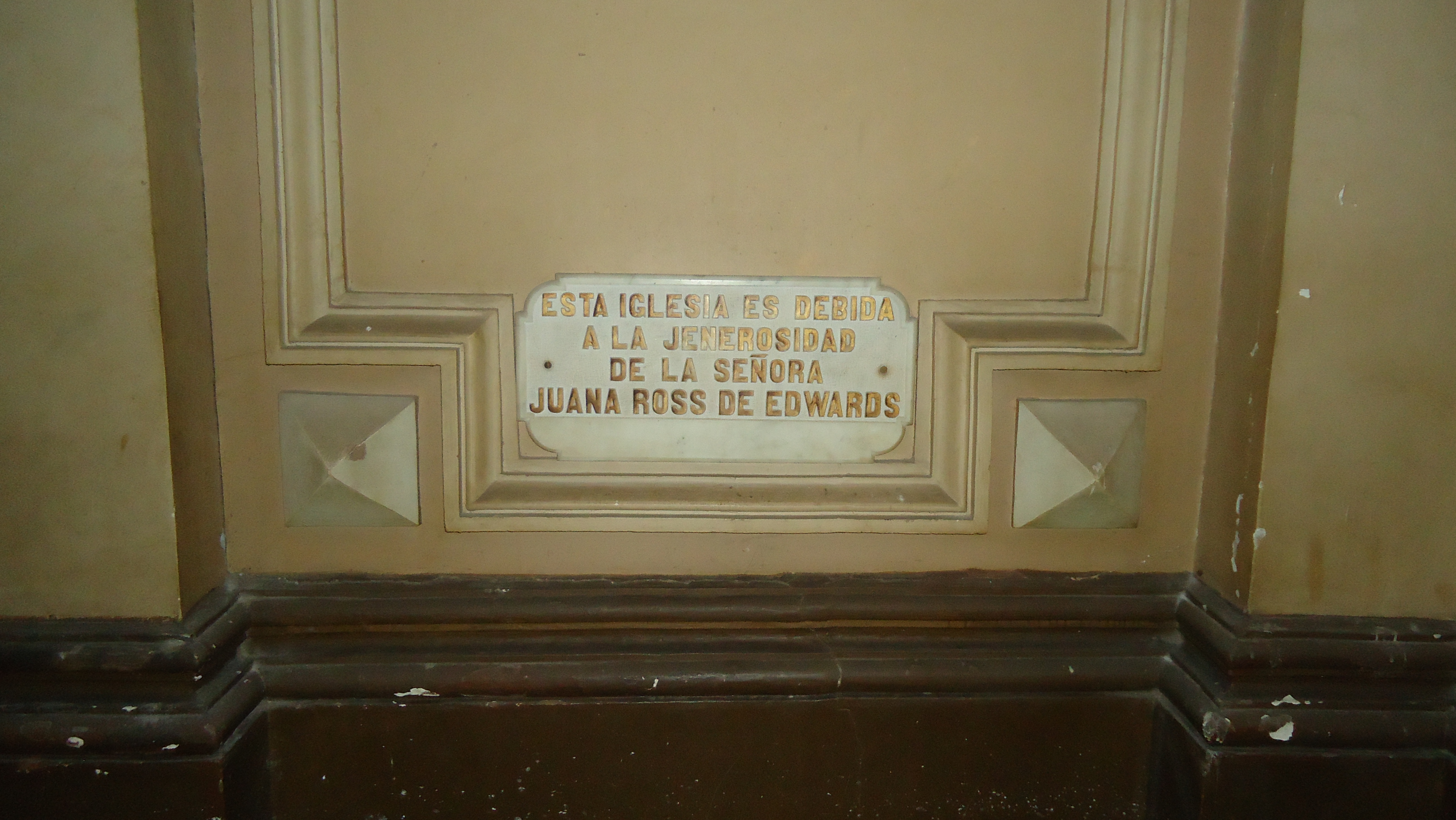
Placa Juana Ross de Edwards
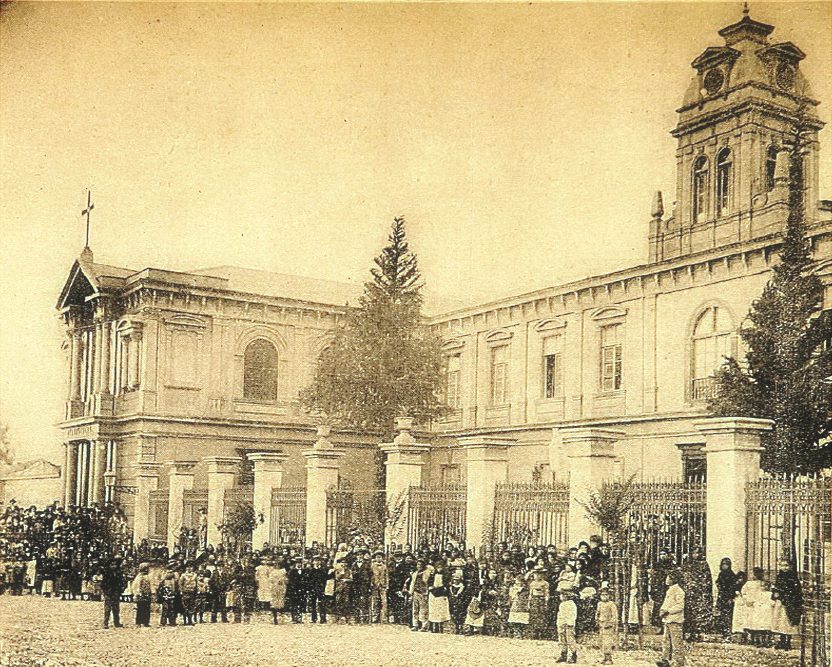
Iglesia y Claustro de la Divina Providencia a inicios del siglo XX.